# Oftfor
Oftfor est un moine de l’abbaye de Whitby devenu évêque de Worcester à la fin du VIIe siècle.

## Biographie
Dans le chapitre IV,23 de l' Histoire ecclésiastique, Bède mentionne cinq évêques issus de l'abbaye de Whitby qui, au temps de l'abbesse Hilda (614-680), était déjà devenu un important centre d'études scripturaires.
Parmi eux, Oftor, poussé par le « désir de perfection » se rend dans le Kent auprès de l'archevêque Théodore de Cantorbéry. Il entre donc dans sa familia ecclésiastique, un de ces groupes caractéristiques de l'Église anglo-saxonne qui mêlent clercs et moines autour d'un évêque. Il y passe un certain temps (indéterminé), surtout consacré à l'étude. Il décide ensuite de se rendre à Rome, ce qui était en ce temps-là, nous dit Bède, « une entreprise très salutaire ».
À son retour en Grande-Bretagne, on le retrouve dans la province des Hwicce où il est accueilli par le roi Osric. Il y séjourne longtemps, explique Bède, « prêchant la parole de la foi et montrant l'exemple d'une sainte vie à tous ceux qui le voyaient et l'entendaient ». Bénéficiant de la protection royale, l'ancien moine Oftfor paraît donc être devenu une sorte de clerc ou même d'évêque itinérant dans la région de la basse Severn.
L'évêque en titre, Bosel, « étant devenu si faible de corps qu'il ne pouvait plus vaquer à ses fonctions épiscopales », Oftfor, « du consentement universel » est appelé à le remplacer. Le roi de Mercie Æthelred, qui exerce une sorte de  protectorat sur le royaume des Hwicce, le fait officiellement consacrer par Wilfrid, Théodore de Cantorbéry étant mort à cette époque et non encore remplacé. Cette circonstance permet de situer l'évènement entre 690 et 693.
Les listes épiscopales jusqu'au XIIe siècle ne donnent à Oftor d'autre titre que celui d' « évêque des Hwicce » ou « de l'Église des Hwicce ». On le considère néanmoins comme le second évêque de Worcester, après Bosel qui en aurait été le premier.
Il n'a laissé que peu de traces de son activité. En 693, il signe la charte par laquelle le roi Oshere donne des terres à l'abbesse Cuthswith. Il est sûrement associé aux origines obscures du monastère de Fladbury (Worcestershire). Vers 697-699, le roi Æthelred, pour la rémission de ses péchés et de ceux de son épouse Osthryth, lui donne 44 hides (cassati) de terre au dit Fladbury, de sorte que, par sa diligence, la vie monastique puisse y être rétablie. Dans une autre charte (indatable et mal conservée), le même Æthelred lui donne, à lui et à l'église Saint-Pierre de Worcester, 30 hides à Henbury et à Aust.
On ne connaît pas la date de sa mort qui a dû survenir avant l'an 700. Son successeur est Ecgwine, le fondateur de l'abbaye d'Evesham.